# Christopher Duffy
Pour les articles homonymes, voir Duffy.
Christopher Duffy, né en 1936 et mort le 16 novembre 2022, est un historien militaire britannique.

## Biographie
Duffy étudie l'histoire au Balliol College de l'Université d'Oxford, où il obtient son doctorat en 1961. Il travaille ensuite comme chargé de cours à l'Académie royale militaire de Sandhurst et au Collège de l'état-major britannique. Entre autres choses, il est secrétaire général de la Commission britannique d'histoire militaire et vice-président de la Société d'histoire militaire d'Irlande. De 1996 à 2001, il enseigne l'histoire militaire à l'Université De Montfort à Leicester. Depuis, il vit comme auteur indépendant.
Duffy s'intéresse principalement à l'histoire militaire et est considéré dans les pays anglophones comme un expert reconnu dans le domaine de l'histoire de la guerre allemande, prussienne et autrichienne depuis le XVIIIe siècle. Lui-même parle couramment six langues. Il se fait surtout connaître en Allemagne pour son travail sur la guerre de Sept Ans et en particulier sur Frédéric le Grand, qu'il qualifie d'autodérision de « produit de l'obsession britannique séculaire pour le plus anti-britannique du monde des personnalités historiques ».

## Publications (sélection)
- Feldmarschall Browne. Irischer Emigrant, kaiserlicher Heerführer, Gegenspieler Friedrichs II. von Preussen („The Wild Goose and the Eagle. A Life of Marshal Von Browne, 17051757“). Herold-Verlag, Wien 1966.
- Friedrich der Große. Die Biographie („Frederick the Great. A military life“). Albatros-Verlag, Düsseldorf 2001,  (ISBN 3-491-96026-6) (früherer Titel Friedrich der Große. Ein Soldatenleben).
- Maria Theresia und ihre Armee („The army of Maria Theresia. The armed forces of imperial Austria, 1740–1780“). Motorbuch Verlag, Stuttgart 2010,  (ISBN 978-3-613-03111-1).
- The military Experience in the age of reason. Routledge & Paul, London 1987,  (ISBN 0-7102-1024-8).
- Die Schlacht bei Austerlitz. Napoleons größter Sieg („Austerlitz 1805“). Heyne, München 1979,  (ISBN 3-453-48058-9).
- Sieben Jahre Krieg. 1756–1763; die Armee Maria Theresias („Austrian Army in the Seven Years War“). OBV & HPT, Wien 2003,  (ISBN 3-209-04044-3).
- Siege Warfare. Routledge, London 1979/85 (2 Bde.).

1. The fortress in the early modern world. 1440–1660. Neuausgabe. 1979,  (ISBN 0-415-14649-6).
2. The fortress in the age of Vauban and Fréderick the Great. 1985,  (ISBN 0-7100-9648-8).

- Der Sturm auf das Reich. Der Vormarsch der Roten Armee 1945 („Red storm on the Reich. The Soviet march on Germany, 1945“). Langen Müller, München 1994,  (ISBN 3-7844-2500-3).
- Through German eyes. The British and the Somme 1916. Weidenfeld & Nicolson, London 2006,  (ISBN 978-0-297-84689-5).
- The 45. Bonnie Prince Charles and the untold story of the Jacobite rising. Cassell, London 2003,  (ISBN 0-304-35525-9).